# 第87回都市対抗野球大会予選
第87回都市対抗野球大会予選は、第87回都市対抗野球大会に出場するチームを決定する全505試合の結果を記録したものである。

なお、本大会への出場を決める代表決定戦以外におけるコールド、延長のイニングは記載しない。
今大会については、三菱自動車倉敷オーシャンズ（岡山県倉敷市）と三菱自動車岡崎硬式野球部（愛知県岡崎市）が、親会社・三菱自動車工業の不祥事を受け、倉敷オーシャンズは中国地区予選を、三菱岡崎は東海地区予選を、それぞれ出場辞退している。

## 北海道地区

### 1次予選
- 1回戦

伊達聖ヶ丘病院　10－3　ブレーブくしろ
TRANSYS　9－1　ウイン北広島
旭川グレートベアーズ　19－16　オール苫小牧
札幌ホーネッツ　14－0　帯広倶楽部
- 2回戦

札幌ブルーインズ　10－9　伊達聖ヶ丘病院
TRANSYS　17－13　札幌倶楽部
旭川グレートベアーズ　16－13　函館太洋倶楽部
札幌ホーネッツ　13－2　小樽野球協会
- 準決勝

JR北海道　12－0　札幌ブルーインズ
WEEDしらおい　9－1　TRANSYS
室蘭シャークス　21－0　旭川グレートベアーズ
航空自衛隊千歳　6－1　札幌ホーネッツ
- 敗者復活1回戦

TRANSYS　6－1　札幌ブルーインズ
札幌ホーネッツ　6－1　旭川グレートベアーズ
- 敗者復活2回戦

TRANSYS　5－1　札幌ホーネッツ
- 代表決定戦

JR北海道　7－0　WEEDしらおい
室蘭シャークス　7－1　航空自衛隊千歳
- 敗者復活代表決定戦

航空自衛隊千歳　5－1　WEEDしらおい
- 敗者再復活代表決定戦

WEEDしらおい　7－2　TRANSYS
JR北海道、室蘭シャークス、航空自衛隊千歳、WEEDしらおいが2次予選に進出

### 2次予選
- 代表決定リーグ

第1戦　WEEDしらおい　7－0　航空自衛隊千歳
第2戦　JR北海道　5－2　室蘭シャークス
第3戦　航空自衛隊千歳　3－1　室蘭シャークス
第4戦　JR北海道　7－1　WEEDしらおい
第5戦　室蘭シャークス　8－0　WEEDしらおい
第6戦　JR北海道　8－0　航空自衛隊千歳
（1位：JR北海道（3勝）、2位：室蘭シャークス（1勝2敗）、3位：WEEDしらおい（1勝2敗）、4位：航空自衛隊千歳（1勝2敗）＝2～4位は当該チーム間の対戦内容による）
JR北海道が本戦出場

## 東北地区

### 青森県1次予選
- 1回戦

全弘前倶楽部　7－3　キングブリザード
- 準決勝

全弘前倶楽部　2－1　自衛隊青森
三菱製紙八戸クラブ　4－2　弘前アレッズ
- 代表決定戦

三菱製紙八戸クラブ　12－5　全弘前倶楽部
三菱製紙八戸クラブが東北2次予選に進出

### 秋田県1次予選
- 1回戦

由利本荘ベースボールクラブ　12－8　互大設備ダイヤモンドクラブ
ノースアジア大校友クラブ　3－2　大曲ベースボールクラブ
- 2回戦

JR秋田　12－3　由利本荘ベースボールクラブ
ゴールデンリバース　23－1　能代松陵クラブ
秋田王冠クラブ　7－0　秋田ベースボールクラブ
TDK　9－0　ノースアジア大校友クラブ
- 準決勝

JR秋田　9－2　ゴールデンリバース
TDK　7－0　秋田王冠クラブ
- 代表決定戦

TDK　6－2　JR秋田
TDKが東北2次予選に進出

### 岩手県1次予選
- 1回戦

MKSI BC　9－0　盛岡倶楽部
一戸桜陵クラブ　9－2　矢巾硬式クラブ
オール不来方　11－4　住田硬式野球クラブ
遠野クラブ　11－3　福高クラブ
- 2回戦

水沢駒形野球倶楽部　8－0　MKSI BC
宮古倶楽部　5－2　北上REDS
オール江刺　10－7　赤崎野球クラブ
JR盛岡　9－2　一戸桜陵クラブ
トヨタ自動車東日本　25－0　オール不来方
盛岡球友倶楽部　10－1　釜石野球団
花巻硬友倶楽部　5－3　高田クラブ
盛友クラブ　4－0　遠野クラブ
- 3回戦

水沢駒形野球倶楽部　27－2　宮古倶楽部
JR盛岡　8－1　オール江刺
トヨタ自動車東日本　13－2　盛岡球友倶楽部
盛友倶楽部　10－3　花巻硬友倶楽部
- 準決勝（代表決定戦）

JR盛岡　5－4　水沢駒形野球倶楽部
トヨタ自動車東日本　13－0　盛友クラブ
- 決勝

トヨタ自動車東日本　4－3　JR盛岡
トヨタ自動車東日本、JR盛岡が東北2次予選に進出

### 山形県1次予選
- 1回戦（代表決定戦）

鶴岡野球クラブ　13－0　新庄球友クラブ
きらやか銀行　46－0　天童エンジェルス
- 決勝

きらやか銀行　6－1　鶴岡野球クラブ
きらやか銀行、鶴岡野球クラブが東北2次予選に進出

### 宮城県1次予選
- 1回戦

白山クラブ　10－0　青葉クラブ
石巻日和倶楽部　14－5　大崎トリプルクラウン
HOKUTOベースボールクラブ　8－2　サニークラブ
TDU倶楽部　13－1　一迫ベースボールクラブ
- 2回戦（代表決定戦）

日本製紙石巻　19－0　石巻日和倶楽部
東北マークス　12－2　白山クラブ
JR東日本東北　4－0　TFU倶楽部
七十七銀行　11－0　HOKUTOベースボールクラブ
- 準決勝

日本製紙石巻　11－1　東北マークス
JR東日本東北　5－4　七十七銀行
- 代表順位決定戦

七十七銀行　10－1　東北マークス
- 決勝

日本製紙石巻　8－3　JR東日本東北
日本製紙石巻、JR東日本東北、七十七銀行、東北マークスが東北2次予選に進出

### 福島県1次予選
- 1回戦

北斗野球クラブ　17－14　郡山ベースボールクラブ
福島硬友クラブ　9－5　いわき菊田クラブ
- 2回戦

北斗野球クラブ　3－2　須賀川クラブ
福島クラブ　15－11　ALL北嶺
富士通アイソテックベースボールクラブ　7－2　会津ベースボールクラブ
全白河野球クラブ　18－7　保原クラブ
郡山イーストジャパンクラブ　13－5　郡山アスレチックス
自衛隊福島　12－2　小峰クラブ
二本松クラブ　10－9　川俣クラブ
オールいわきクラブ　9－1　福島硬友クラブ
- 3回戦

北斗野球クラブ　3－1　福島クラブ
富士通アイソテックベースボールクラブ　12－3　全白河野球クラブ
郡山イーストジャパンクラブ　8－3　自衛隊福島
オールいわきクラブ　18－1　二本松クラブ
- 準決勝（代表決定戦）

富士通アイソテックベースボールクラブ　8－0　北斗野球クラブ
オールいわきクラブ　5－4　郡山イーストジャパンクラブ
- 決勝

富士通アイソテックベースボールクラブ　8－1　オールいわきクラブ
富士通アイソテックベースボールクラブ、オールいわきクラブが東北2次予選に進出

### 東北2次予選
- 1回戦

東北マークス　5－2　JR盛岡
富士通アイソテックベースボールクラブ　15－6　鶴岡野球クラブ
七十七銀行　4－3　TDK
JR東日本東北　14－0　オールいわきクラブ
- 2回戦

東北マークス　9－1　三菱製紙八戸クラブ
日本製紙石巻　12－2　富士通アイソテックベースボールクラブ
七十七銀行　11－4　トヨタ自動車東日本
きらやか銀行　5－3　JR東日本東北
- 敗者復活1回戦

トヨタ自動車東日本　5－1　JR盛岡
JR東日本東北　9－3　鶴岡野球クラブ
TDK　10－0　三菱製紙八戸クラブ
富士通アイソテックベースボールクラブ　8－4　オールいわきクラブ
- 敗者復活2回戦

トヨタ自動車東日本　2－1　JR東日本東北
TDK　9－1　富士通アイソテックベースボールクラブ
- 準決勝

日本製紙石巻　22－2　東北マークス
きらやか銀行　6－3　七十七銀行
- 敗者復活3回戦

東北マークス　3－2　トヨタ自動車東日本
七十七銀行　4－3　TDK
- 敗者復活4回戦

七十七銀行　10－0　東北マークス
- 第1代表決定戦

きらやか銀行　2－0　日本製紙石巻
- 第2代表決定戦

七十七銀行　2－1　日本製紙石巻
きらやか銀行、七十七銀行が本戦出場

## 北信越地区

### 新潟県1次予選
- 1回戦

ファイティングスピリット　5－3　佐渡軍団
野田サンダーズ　7－0　オール飯豊
新潟コンマーシャル倶楽部　15－1　新津クラブ
- 2回戦

ファイティングスピリット　25－1　オール長岡野球倶楽部
JR新潟　8－1　五泉クラブ
野田サンダーズ　8－1　新潟クラブ野球団
バイタルネット　9－2　新潟コンマーシャル倶楽部
- 準決勝（代表決定戦）

ファイティングスピリット　9－3　JR新潟
バイタルネット　10－0　野田サンダーズ
- 敗者復活代表決定戦

JR新潟　3－1　野田サンダーズ
- 決勝

バイタルネット　8－1　ファイティングスピリット
バイタルネット、ファイティングスピリット、JR新潟が北信越2次予選に進出

### 長野県1次予選
- 1次リーグ

第1戦　佐久コスモスターズ硬式野球倶楽部　8－6　長野好球倶楽部
第2戦　千曲川硬式野球クラブ　15－3　佐久コスモスターズ硬式野球倶楽部
第3戦　千曲川硬式野球クラブ　30－0　長野好球倶楽部
（1位：千曲川硬式野球クラブ（2勝）、2位：佐久コスモスターズ硬式野球倶楽部（1勝1敗）、3位：長野好球倶楽部（2敗））
- 準決勝（代表決定戦）

フェデックス　5－4　千曲川硬式野球クラブ
信越硬式野球クラブ　8－2　佐久コスモスターズ硬式野球倶楽部
- 敗者復活代表決定戦

佐久コスモスターズ硬式野球倶楽部　3－2　千曲川硬式野球クラブ
- 決勝

信越硬式野球クラブ　3－1　フェデックス
信越硬式野球クラブ、フェデックス、佐久コスモスターズ硬式野球倶楽部が北信越2次予選に進出

### 富山県・石川県・福井県1次予選
- 1回戦

ロキテクノベースボールクラブ　7－4　Hard Ball Club金沢
- 2回戦

福井ミリオンドリームズ　8－5　ロキテクノベースボールクラブ
伏木海陸運送　11－1　富山ベースボールクラブ
- 敗者復活1回戦

富山ベースボールクラブ　5－1　Hard Ball Club金沢
- 敗者復活2回戦

ロキテクノベースボールクラブ　12－4　富山ベースボールクラブ
- 代表決定戦

伏木海陸運送　11－1　福井ミリオンドリームズ
- 敗者復活代表決定戦

ロキテクノベースボールクラブ　6－4　福井ミリオンドリームズ
伏木海陸運送、福井ミリオンドリームズが北信越2次予選に進出

### 北信越2次予選
- 1回戦

信越硬式野球クラブ　20－1　ファイティングスピリット
伏木海陸運送　8－4　佐久コスモスターズ硬式野球倶楽部
バイタルネット　13－3　フェデックス
ロキテクノベースボールクラブ　7－5　JR新潟
- 準決勝

信越硬式野球クラブ　1－0　伏木海陸運送
バイタルネット　8－2　ロキテクノベースボールクラブ
- 代表決定戦

信越硬式野球クラブ　10－4　バイタルネット
信越硬式野球クラブが本戦出場

## 北関東地区

### 茨城県1次予選
- 1回戦

茨城ゴールデンゴールズ　12－0　全水戸野球クラブ
全鹿嶋野球クラブ　9－2　全神栖硬式野球クラブ
- 2回戦

茨城ゴールデンゴールズ　6－2　Tsukuba Club
JR水戸　11－1　オール日立ドリームズ
日本ウェルネススポーツ大学　12－0　全鹿嶋野球クラブ
大宮クラブ　4－0　鹿島レインボーズ
- 代表決定戦

JR水戸　4－3　茨城ゴールデンゴールズ
大宮クラブ　3－0　日本ウェルネススポーツ大学
- 準決勝

日立製作所　11－2　JR水戸
新日鐵住金鹿島　13－0　大宮クラブ
- 順位決定戦

JR水戸　10－2　大宮クラブ
- 決勝

日立製作所　12－1　新日鐵住金鹿島
日立製作所、新日鐵住金鹿島、JR水戸、大宮クラブが北関東2次予選に進出

### 栃木県1次予選
- 1回戦

TSK宇都宮　2－1　宇都宮大学OBクラブ
コットンウェイ硬式野球倶楽部　8－7　THREE NINE CLUB
宇工OBクラブ　5－3　全栃木野球クラブ
- 準決勝（代表決定戦）

全足利クラブ　7－0　TSK宇都宮
コットンウェイ硬式野球倶楽部　2－0　宇工OBクラブ
- 決勝

全足利クラブ　7－0　コットンウェイ硬式野球倶楽部
全足利クラブ、コットンウェイ硬式野球倶楽部が北関東2次予選に進出

### 群馬県1次予選
- 1回戦

オール高崎野球倶楽部　12－0　全前橋野球倶楽部
アゼリア館林硬式野球クラブ　11－1　大泉硬球野球クラブ
- 2回戦

オール高崎野球倶楽部　2－0　伊勢崎硬建クラブ
アゼリア館林硬式野球クラブ　5－2　太田球友硬式野球倶楽部
- 3回戦（代表決定戦）

アゼリア館林硬式野球クラブ　7－6　オール高崎野球倶楽部
- 決勝

富士重工業　15－0　アゼリア館林硬式野球クラブ
富士重工業、アゼリア館林硬式野球クラブが北関東2次予選に進出

### 北関東2次予選
- 1回戦

富士重工業　14－0　大宮クラブ
日立製作所　11－0　コットンウェイ硬式野球倶楽部
全足利クラブ　16－1　JR水戸
新日鐵住金鹿島　22－1　アゼリア館林硬式野球クラブ
- 代表決定リーグ

第1戦　富士重工業　3－0　全足利クラブ
第2戦　日立製作所　3－2　新日鐵住金鹿島
第3戦　日立製作所　11－1　全足利クラブ
第4戦　新日鐵住金鹿島　2－0　富士重工業
第5戦　新日鐵住金鹿島　4－2　全足利クラブ
第6戦　日立製作所　7－1　富士重工業
（1位：日立製作所（3勝）、2位：新日鐵住金鹿島（2勝1敗）、3位：富士重工業（1勝2敗）、4位：全足利クラブ（3敗））
日立製作所、新日鐵住金鹿島が本戦出場

## 南関東地区

### 埼玉県1次予選
- クラブ予選1回戦

新波　8－1　全三郷硬式野球部
全熊谷硬式野球クラブ　12－5　レジェンズ
川口ゴールデンドリームス　6－2　全大宮野球団
WARRIORS 41　26－8　かみかわ野球クラブ
一球幸魂倶楽部　11－6　松山OB野球団
全浦和野球団　13－1　浦和ダイヤモンドドッグス
- クラブ予選2回戦

所沢グリーンベースボールクラブ　6－1　新波
川口ゴールデンドリームス　13－2　全熊谷硬式野球クラブ
WARRIORS 41　9－1　一球幸魂倶楽部
都幾川倶楽部硬式野球団　3－0　全浦和野球団
- クラブ予選3回戦

所沢グリーンベースボールクラブ　7－2　川口ゴールデンドリームス
都幾川倶楽部硬式野球団　5－2　WARRIORS 41
- クラブ予選決勝

都幾川倶楽部硬式野球団　4－2　所沢グリーンベースボールクラブ
- 対抗戦

深谷組　2－1　オールフロンティア
- 準決勝

所沢グリーンベースボールクラブ　2－1　深谷組
オールフロンティア　7－1　都幾川倶楽部硬式野球団
- 代表決定戦

オールフロンティア　8－3　所沢グリーンベースボールクラブ
- 代表順位戦

日本通運　7－6　Honda
日本通運、Honda、オールフロンティアが南関東2次予選に進出

### 千葉県1次予選
- 1回戦

サウザンリーフ市原　7－1　Oceans
BIG WINGS印西　10－5　NITC
- 2回戦

YBC柏　5－2　サウザンリーフ市原
千葉熱血MAKING　12－0　BIG WINGS印西
- 敗者復活1回戦

サウザンリーフ市原　6－3　BIG WINGS印西
- 3回戦

YBC柏　2－0　千葉熱血MAKING
- 4回戦

YBC柏　4－1　サウザンリーフ市原
千葉熱血MAKING　9－0　JR千葉
- 準決勝（代表決定戦）

JFE東日本　9－6　YBC柏
新日鐵住金かずさマジック　9－0　千葉熱血MAKING
- 敗者復活2回戦

千葉熱血MAKING　7－3　サウザンリーフ市原
YBC柏　11－0　JR千葉
- 敗者復活代表決定戦

YBC柏　9－3　千葉熱血MAKING
- 決勝

新日鐵住金かずさマジック　10－4　JFE東日本
新日鐵住金かずさマジック、JFE東日本、YBC柏が南関東2次予選に進出

### 南関東2次予選
- 第1代表トーナメント1回戦

JFE東日本　9－4　オールフロンティア
Honda　5－0　YBC柏
- 第1代表トーナメント2回戦

日本通運　10－5　JFE東日本
新日鐵住金かずさマジック　6－4　Honda
- 第2代表トーナメント1回戦

Honda　16－0　オールフロンティア
JFE東日本　12－1　YBC柏
- 第2代表トーナメント2回戦

JFE東日本　7－5　Honda
- 第1代表決定戦

日本通運　2－0　新日鐵住金かずさマジック
- 第2代表決定戦

新日鐵住金かずさマジック　9x－8　JFE東日本　（延長13回）
- 第3代表決定戦

JFE東日本　7－5　Honda
日本通運、新日鐵住金かずさマジック、JFE東日本が本戦出場

## 東京地区

### 1次予選
- 1回戦

エスプライド鉄腕硬式野球部　8－3　東京弥生クラブ
TOKYO BAY LUSTERS　9－7　東京好球倶楽部
全調布硬式野球倶楽部　（不戦勝）　警視庁野球部
REVENGE99　6－4　TOKYO METS
西多摩倶楽部　10－4　WIEN'Z
全府中野球倶楽部　7－5　武蔵野クラブ
- 2回戦

エスプライド鉄腕硬式野球部　4－2　THINKフィットネス・GOLD'S GYMベースボールクラブ
TOKYO BAY LUSTERS　6－5　全調布硬式野球倶楽部
西多摩倶楽部　7－0　REVENGE99
全府中野球倶楽部　4－0　日本ウェルネススポーツ大学・東京
- 代表決定戦

エスプライド鉄腕硬式野球部　2－1　TOKYO BAY LUSTERS
西多摩倶楽部　4－3　全府中野球倶楽部

### 2次予選
（1次予選免除：JR東日本、NTT東日本、セガサミー、東京ガス、明治安田生命、鷺宮製作所）
- 第1代表トーナメント1回戦

鷺宮製作所　10－0　エスプライド鉄腕硬式野球部
NTT東日本　7－5　セガサミー
JR東日本　2－1　明治安田生命
東京ガス　17－0　西多摩倶楽部
- 第2代表トーナメント1回戦

セガサミー　11－1　エスプライド鉄腕硬式野球部
明治安田生命　3－0　西多摩倶楽部
- 第1代表トーナメント2回戦

鷺宮製作所　3－2　NTT東日本
JR東日本　4－0　東京ガス
- 第2代表トーナメント2回戦

東京ガス　2－1　セガサミー
NTT東日本　4－0　明治安田生命
- 第2代表トーナメント3回戦

NTT東日本　4－0　東京ガス
- 第1代表決定戦

JR東日本　3－2　鷺宮製作所
- 第2代表決定戦

NTT東日本　7－3　鷺宮製作所
- 第3代表決定戦

東京ガス　2－0　鷺宮製作所
JR東日本、NTT東日本、東京ガスが本戦出場

## 西関東地区

### 神奈川県1次予選
- 1回戦

茅ヶ崎サザンカイツ　5－3　横浜球友クラブ
WIEN BASEBALL CLUB　9－1　国際総合伊勢原クラブ
京浜野球倶楽部　9－2　横浜ベイブルース
横浜中央クラブ　9－8　EMANON Baseball Club 戸塚
- 2回戦（代表決定戦）

横浜金港クラブ　3－1　茅ヶ崎サザンカイツ
WIEN BASEBALL CLUB　6－4　相模原クラブ
湘南ひらつかマルユウベースボールクラブ　5－4　京浜野球倶楽部
全川崎クラブ　5－3　横浜中央クラブ
- 準決勝

横浜金港クラブ　2－1　WIEN BASEBALL CLUB
湘南ひらつかマルユウベースボールクラブ　8－7　全川崎クラブ
- 決勝

横浜金港クラブ　12－5　湘南ひらつかマルユウベースボールクラブ
横浜金港クラブ、湘南ひらつかマルユウベースボールクラブ、WIEN BASEBALL CLUB、全川崎クラブが西関東2次予選に進出

### 山梨県1次予選
- 1回戦

大富士BASEBALL CREW　9－5　南アルプス硬式野球クラブ
TSUKUMO BC　6－4　桂クラブ
シンセリティー硬式野球クラブ　3－0　山梨球友クラブ
北杜クラブ　10－8　甲斐府中クラブ
- 準決勝（代表決定戦）

TSUKUMO BC　8－3　大富士BASEBALL CREW
シンセリティー硬式野球クラブ　7－0　北杜クラブ
- 決勝

シンセリティー硬式野球クラブ　12－0　TSUKUMO BC
シンセリティー硬式野球クラブ、TSUKUMO BCが西関東2次予選に進出

### 西関東2次予選
（1次予選免除：JX-ENEOS、東芝、三菱日立パワーシステムズ横浜（以上神奈川県））
- 予選リーグAブロック

第1戦　横浜金港クラブ　6－1　TSUKUMO BC
第2戦　三菱日立パワーシステムズ横浜　17－0　TSUKUMO BC
第3戦　三菱日立パワーシステムズ横浜　6－1　横浜金港クラブ
（1位：三菱日立パワーシステムズ横浜（2勝）、2位：横浜金港クラブ（1勝1敗）、3位：TSUKUMO BC（2敗））
- 予選リーグBブロック

第1戦　東芝　14－1　シンセリティー硬式野球クラブ
第2戦　シンセリティー硬式野球クラブ　7－1　WIEN BASEBALL CLUB
第3戦　東芝　14－0　WIEN BASEBALL CLUB
（1位：東芝（2勝）、2位：シンセリティー硬式野球クラブ（1勝1敗）、3位：WIEN BASEBALL CLUB（2敗））
- 予選リーグCブロック

第1戦　JX-ENEOS　6－1　湘南ひらつかマルユウベースボールクラブ
第2戦　湘南ひらつかマルユウベースボールクラブ　11－9　全川崎クラブ
第3戦　JX-ENEOS　28－1　全川崎クラブ
（1位：JX-ENEOS（2勝）、2位：湘南ひらつかマルユウベースボールクラブ（1勝1敗）、3位：全川崎クラブ（2敗））
- 代表決定リーグ

第1戦　三菱日立パワーシステムズ横浜　5－4　東芝
第2戦　三菱日立パワーシステムズ横浜　3－2　JX-ENEOS　（延長10回）
第3戦　東芝　8－5　JX-ENEOS
（1位：三菱日立パワーシステムズ横浜（2勝）、2位：東芝（1勝1敗）、3位：JX-ENEOS（2敗））
三菱日立パワーシステムズ横浜、東芝が本戦出場

## 東海地区

### 静岡県1次予選
- 1回戦

静岡硬式野球倶楽部　8－2　中電硬式野球クラブ
- 2回戦

浜松ケイ・スポーツBC　5－2　静岡硬式野球倶楽部
富士クラブ　2－1　ヤマハ発動機野球部
- 順位決定戦

静岡硬式野球倶楽部　6－3　ヤマハ発動機野球部
- 代表決定戦

浜松ケイ・スポーツBC　6－0　富士クラブ
浜松ケイ・スポーツBCが東海1次予選に進出

### 愛知県1次予選
- 1回戦

矢場とんブースターズ　13－0　CENTRAL ARCH
- 2回戦

通信教育総合学園ROOKIES　2－0　愛知ベースボール倶楽部
矢場とんブースターズ　5－1　エディオン愛工大OB BLITZ
- 代表決定戦

矢場とんブースターズ　7－0　通信教育総合学園ROOKIES
矢場とんブースターズが東海1次予選に進出

### 三重県1次予選
- 1回戦

三重高虎ベースボールクラブ　8－1　明野レジェンズ
奥伊勢クラブ　5－0　全三重クラブ
- 代表決定戦

奥伊勢クラブ　5－4　三重高虎ベースボールクラブ
奥伊勢クラブが東海1次予選に進出

### 東海1次予選
三菱自動車岡崎の予選出場辞退に伴い2次予選参加チームに空きが生じたため、各県1次予選からの進出3チーム及び日本プロスポーツ専門学校の計4チームがすべて東海2次予選に進出

### 東海2次予選
（1次予選免除：ヤマハ（静岡県）、ジェイプロジェクト、三菱重工名古屋、トヨタ自動車、東邦ガス、王子、JR東海、東海理化、新日鐵住金東海REX（以上愛知県）、西濃運輸（岐阜県）、Honda鈴鹿、永和商事ウイング（以上三重県））
- 第1代表トーナメント1回戦

ヤマハ　5－0　ジェイプロジェクト
トヨタ自動車　12－0　三菱重工名古屋
Honda鈴鹿　4－2　東邦ガス
永和商事ウイング　10－0　日本プロスポーツ専門学校
王子　12－2　浜松ケイ・スポーツBC
JR東海　11－1　矢場とんブースターズ
東海理化　3－1　西濃運輸
新日鐵住金東海REX　32－3　奥伊勢クラブ
- 第1代表トーナメント2回戦

ヤマハ　6－5　トヨタ自動車
Honda鈴鹿　4－0　永和商事ウイング
王子　7－2　JR東海
東海理化　6－5　新日鐵住金東海REX
- 第3代表トーナメント1回戦

三菱重工名古屋　6－0　ジェイプロジェクト
東邦ガス　15－1　日本プロスポーツ専門学校
浜松ケイ・スポーツBC　4－3　矢場とんブースターズ
西濃運輸　10－0　奥伊勢クラブ
- 第3代表トーナメント2回戦

三菱重工名古屋　8－0　永和商事ウイング
トヨタ自動車　5－0　東邦ガス
新日鐵住金東海REX　9－1　浜松ケイ・スポーツBC
西濃運輸　2－0　JR東海
- 第3代表トーナメント3回戦

トヨタ自動車　2－1　三菱重工名古屋
新日鐵住金東海REX　8－0　西濃運輸
- 第4代表トーナメント1回戦

西濃運輸　4－2　三菱重工名古屋
- 第6代表トーナメント1回戦

ジェイプロジェクト　11－10　東邦ガス
永和商事ウイング　6－3　浜松ケイ・スポーツBC
三菱重工名古屋　3－2　JR東海
- 第1代表トーナメント3回戦

ヤマハ　9－0　Honda鈴鹿
王子　3－0　東海理化
- 第2代表トーナメント1回戦

Honda鈴鹿　5－0　東海理化
- 第4代表トーナメント2回戦

西濃運輸　10－0　東海理化
- 第6代表トーナメント2回戦

東海理化　5－1　ジェイプロジェクト
三菱重工名古屋　2－1　永和商事ウイング
- 第6代表トーナメント3回戦

三菱重工名古屋　7－5　東海理化
- 第1代表決定戦

王子　4－0　ヤマハ
- 第2代表決定戦

Honda鈴鹿　4－3　ヤマハ
- 第3代表決定戦

トヨタ自動車　5－1　新日鐵住金東海REX
- 第4代表決定戦

ヤマハ　3－2　西濃運輸
- 第5代表決定戦

西濃運輸　5－4　新日鐵住金東海REX　（延長11回）
- 第6代表決定戦

三菱重工名古屋　5－1　新日鐵住金東海REX
王子、Honda鈴鹿、トヨタ自動車、ヤマハ、西濃運輸、三菱重工名古屋が本戦出場

## 近畿地区

### 滋賀県1次予選
- 1回戦

全大津野球団　2－1　甲賀健康医療専門学校
湖南ベースボールクラブ　（不戦勝）　近江八幡野球クラブ
OBC高島　13－2　瀬田クラブ
- 2回戦

全大津野球団　9－7　湖南ベースボールクラブ
カナフレックス　10－2　OBC高島
- 代表決定戦

カナフレックス　7－0　全大津野球団
カナフレックスが滋賀県・京都府・奈良県1次予選に進出

### 京都府1次予選
- 1回戦

DBグラッズ　4－2　京都フルカウンツ
京都ジャスティス　10－7　宇治ベースボールクラブ
東宇治クラブ　10－1　東山クラブ
鴨沂クラブ　8－1　山城ベースボールクラブ
- 2回戦

三菱自動車京都ダイヤフェニックス　10－0　DBグラッズ
島津製作所　22－1　京都ジャスティス
京都城陽ファイアーバーズ　12－2　東宇治クラブ
ミキハウスベースボールクラブ　9－0　鴨沂クラブ
- 準決勝

島津製作所　13－6　三菱自動車京都ダイヤフェニックス
ミキハウスベースボールクラブ　9－0　京都城陽ファイアーバーズ
- 代表決定戦

ミキハウスベースボールクラブ　4－3　島津製作所
ミキハウスベースボールクラブが滋賀県・京都府・奈良県1次予選に進出

### 奈良県1次予選
- 1回戦

大和高田クラブ　8－7　奈良Friend BASEBALL CLUB
奈良Jメンテナンスクラブ　10－0　GSG斑鳩
NARA Ambitions club　8－7　一城クラブ
奈良産業大学OBクラブ　4－3　帝塚山大学OBクラブ
- 2回戦

大和高田クラブ　10－0　奈良Jメンテナンスクラブ
NARA Ambitions club　9－1　奈良産業大学OBクラブ
- 敗者復活1回戦

奈良Friend BASEBALL CLUB　11－0　GSG斑鳩
帝塚山大学OBクラブ　10－0　一城クラブ
- 敗者復活2回戦

奈良Friend BASEBALL CLUB　10－0　奈良産業大学OBクラブ
奈良Jメンテナンスクラブ　13－3　帝塚山大学OBクラブ
- 敗者復活3回戦

奈良Friend BASEBALL CLUB　5－1　奈良Jメンテナンスクラブ
- 3回戦

大和高田クラブ　10－0　NARA Ambitions club
- 敗者復活4回戦

奈良Friend BASEBALL CLUB　5－3　NARA Ambitions club
- 代表決定戦

大和高田クラブ　5－2　奈良Friend BASEBALL CLUB
大和高田クラブが滋賀県・京都府・奈良県1次予選に進出

### 滋賀県・京都府・奈良県1次予選
- 代表決定リーグ

第1戦　カナフレックス　3－2　大和高田クラブ
第2戦　ミキハウスベースボールクラブ　7－0　大和高田クラブ
第3戦　ミキハウスベースボールクラブ　4－3　カナフレックス
（1位：ミキハウスベースボールクラブ（2勝）、2位：カナフレックス（1勝1敗）、大和高田クラブ（2敗））
ミキハウスベースボールクラブが近畿2次予選に進出

### 大阪府・和歌山県1次予選
- 1回戦

大阪ウイング硬式野球クラブ　5－2　履正社ベースボールクラブ
- 2回戦

履正社学園　6－0　八尾ベースボールクラブ
和歌山箕島球友会　12－2　大阪ウイング硬式野球クラブ
泉州大阪野球団　8－3　関西硬式野球クラブ
NSBベースボールクラブ　11－1　大阪HDベースボールクラブ
- 準決勝

和歌山箕島球友会　2－1　履正社学園
NSBベースボールクラブ　8－0　泉州大阪野球団
- 敗者復活1回戦

履正社学園　17－0　泉州大阪野球団
- 代表決定戦

和歌山箕島球友会　10－1　NSBベースボールクラブ
- 敗者復活代表決定戦

NSBベースボールクラブ　9－0　履正社学園
和歌山箕島球友会、NSBベースボールクラブが近畿2次予選に進出

### 兵庫県1次予選
- 1回戦

全播磨硬式野球団　16－7　KC西宮
関メディベースボール学院　3－1　県警桃太郎
- 2回戦

NOMOベースボールクラブ　3－1　全播磨硬式野球団
関メディベースボール学院　7－0　神戸レールスターズ
- 代表決定戦

関メディベースボール学院　4－1　NOMOベースボールクラブ
関メディベースボール学院が近畿2次予選に進出

### 近畿2次予選
（1次予選免除：日本新薬、ニチダイ（以上京都府）、大阪ガス、NTT西日本、パナソニック（以上大阪府）、三菱重工神戸・高砂、新日鐵住金広畑（以上兵庫県））
- 第1代表トーナメント1回戦

ミキハウスベースボールクラブ　4－3　パナソニック
関メディベースボール学院　5－1　ニチダイ
和歌山箕島球友会　7－0　NSBベースボールクラブ
- 第1代表トーナメント2回戦

三菱重工神戸・高砂　5－1　ミキハウスベースボールクラブ
NTT西日本　9－0　関メディベースボール学院
日本新薬　9－0　和歌山箕島球友会
新日鐵住金広畑　5－2　大阪ガス
- 第3代表トーナメント1回戦

関メディベースボール学院　3－2　ミキハウスベースボールクラブ
大阪ガス　3－2　和歌山箕島球友会
- 第4代表トーナメント1回戦

パナソニック　8－0　ニチダイ
- 第4代表トーナメント2回戦

パナソニック　5－0　和歌山箕島球友会
ミキハウスベースボールクラブ　6－1　NSBベースボールクラブ
- 第4代表トーナメント3回戦

パナソニック　3－1　ミキハウスベースボールクラブ
- 第1代表トーナメント3回戦

NTT西日本　2－0　三菱重工神戸・高砂
日本新薬　5－0　新日鐵住金広畑
- 第2代表トーナメント1回戦

三菱重工神戸・高砂　6－1　新日鐵住金広畑
- 第3代表トーナメント2回戦

大阪ガス　6－0　関メディベースボール学院
- 第4代表トーナメント4回戦

パナソニック　8－0　新日鐵住金広畑
- 第5代表トーナメント1回戦

新日鐵住金広畑　3－0　関メディベースボール学院
- 第1代表決定戦

日本新薬　4－1　NTT西日本
- 第2代表決定戦

三菱重工神戸・高砂　10－2　NTT西日本
- 第3代表決定戦

NTT西日本　3－0　大阪ガス
- 第4代表決定戦

パナソニック　6－0　大阪ガス
- 第5代表決定戦

大阪ガス　5－0　新日鐵住金広畑
日本新薬、三菱重工神戸・高砂、NTT西日本、パナソニック、大阪ガスが本戦出場

## 中国地区

### 岡山県・島根県1次予選
- 対抗戦（2戦先勝）

第1戦　ショウワコーポレーション　3－2　MJG島根
第2戦　ショウワコーポレーション　6－5　MJG島根
- 1回戦

シティライト岡山　10－2　MJG島根
倉敷ピーチジャックス　11－1　ショウワコーポレーション
- 敗者復活1回戦

ショウワコーポレーション　10－1　MJG島根
- 代表決定戦

シティライト岡山　5－2　倉敷ピーチジャックス
- 敗者復活代表決定戦

ショウワコーポレーション　3－1　倉敷ピーチジャックス
シティライト岡山は中国2次予選に進出、ショウワコーポレーションは中国1次予選に進出

### 広島県1次予選
- 1回戦（代表決定戦）

三菱重工広島　7－0　福山ローズファイターズ
JR西日本　11－2　MSH医療専門学校
伯和ビクトリーズ　5－2　ツネイシ
JFE西日本　2－1　広島鯉城クラブ
- 敗者復活1回戦

ツネイシ　10－8　福山ローズファイターズ
MSH医療専門学校　9－1　広島鯉城クラブ
- 2回戦

三菱重工広島　5－0　JR西日本
JFE西日本　3－0　伯和ビクトリーズ
- 敗者復活代表決定戦

ツネイシ　4－2　MSH医療専門学校
- 決勝

三菱重工広島　4－2　JFE西日本
三菱重工広島、JFE西日本、JR西日本、伯和ビクトリーズ、ツネイシが中国2次予選に進出、MSH医療専門学校は中国1次予選に進出

### 山口県1次予選
- 1回戦

岩国五橋クラブ　10－3　海上自衛隊岩国クラブ
- 2回戦

山口防府ベースボールクラブ　9－2　岩国五橋クラブ
光シーガルズ　6－0　航空自衛隊防府クラブ
- 代表決定戦

光シーガルズ　7－5　山口防府ベースボールクラブ
光シーガルズが中国2次予選に進出、山口防府ベースボールクラブが中国1次予選に進出

### 中国1次予選
- 代表決定リーグ

第1戦　MSH医療専門学校　2－1　ショウワコーポレーション
第2戦　山口防府ベースボールクラブ　9－7　MSH医療専門学校
第3戦　山口防府ベースボールクラブ　12－9　ショウワコーポレーション
（1位：山口防府ベースボールクラブ（2勝）、2位：MSH医療専門学校（1勝1敗）、3位：ショウワコーポレーション（2敗））
山口防府ベースボールクラブが中国2次予選に進出

### 中国2次予選
- 予選リーグAブロック

第1戦　伯和ビクトリーズ　4－3　シティライト岡山
第2戦　JFE西日本　6－3　ツネイシ
第3戦　JFE西日本　2－1　伯和ビクトリーズ
第4戦　シティライト岡山　4－0　ツネイシ
第5戦　伯和ビクトリーズ　8－1　ツネイシ
第6戦　JFE西日本　5－2　シティライト岡山
（1位：JFE西日本（3勝）、2位：伯和ビクトリーズ（2勝1敗）、3位：シティライト岡山（1勝2敗）、4位：ツネイシ（3敗））
- 予選リーグBブロック

第1戦　三菱重工広島　5－1　JR西日本
第2戦　光シーガルズ　4－1　山口防府ベースボールクラブ
第3戦　JR西日本　9－0　光シーガルズ
第4戦　三菱重工広島　10－0　山口防府ベースボールクラブ
第5戦　三菱重工広島　4－3　光シーガルズ
第6戦　JR西日本　16－0　山口防府ベースボールクラブ
（1位：三菱重工広島（3勝）、2位：JR西日本（2勝1敗）、3位：光シーガルズ（1勝2敗）、4位：山口防府ベースボールクラブ（3敗））
- 1回戦

JR西日本　4－3　JFE西日本
三菱重工広島　4－1　伯和ビクトリーズ
- 敗者復活1回戦

JFE西日本　6－5　伯和ビクトリーズ
- 第1代表決定戦

JR西日本　4－3　三菱重工広島
- 第2代表決定戦

JFE西日本　9－1　三菱重工広島
JR西日本、JFE西日本が本戦出場

## 四国地区

### 1次予選
- 代表決定リーグ

第1戦　アークバリア　2－0　徳島野球倶楽部
第2戦　四国銀行　8－2　JR四国
第3戦　四国銀行　13－1　徳島野球倶楽部
第4戦　松山フェニックス　4－2　アークバリア
第5戦　JR四国　7－0　アークバリア
第6戦　松山フェニックス　2－0　徳島野球倶楽部
第7戦　JR四国　4－3　松山フェニックス
第8戦　四国銀行　3－0　アークバリア
第9戦　松山フェニックス　7－1　四国銀行
第10戦　JR四国　（不戦勝）　徳島野球倶楽部
（1位：松山フェニックス（3勝1敗）、2位：四国銀行（3勝1敗）、3位：JR四国（3勝1敗）、4位：アークバリア（1勝3敗）、5位：徳島野球倶楽部（4敗）＝1～3位は当該チーム間の対戦内容による）

### 2次予選
- 1回戦

松山フェニックス　4－3　アークバリア
四国銀行　8－7　JR四国
- 代表決定戦

四国銀行　1－0　松山フェニックス
四国銀行が本戦出場

## 九州地区

### 福岡県1次予選
- 1回戦

沖データ・コンピュータ教育学院　5－4　福岡ベースボールクラブ
- 代表決定戦

JR九州　16－2　沖データ・コンピュータ教育学院
西部ガス　15－0　日本ウェルネススポーツ大学北九州
九州三菱自動車　7－0　苅田ビクトリーズベースボールクラブ
- 敗者復活1回戦

苅田ビクトリーズベースボールクラブ　14－0　福岡ベースボールクラブ
日本ウェルネススポーツ大学北九州　6－5　沖データ・コンピュータ教育学院
- 敗者復活代表決定戦

苅田ビクトリーズベースボールクラブ　11－7　日本ウェルネススポーツ大学北九州
JR九州、西部ガス、九州三菱自動車、苅田ビクトリーズベースボールクラブが九州2次予選に進出

### 佐賀県・長崎県1次予選
- 代表決定リーグ

第1戦　三菱重工長崎　11－0　佐賀魂
第2戦　三菱重工長崎　19－0　ビクトリークロウ
（三菱重工長崎2勝により第3戦打ち切り）
三菱重工長崎が九州2次予選に進出

### 大分県1次予選
- 1回戦（代表決定戦）

新日鐵住金大分　22－0　大分ソーリンズ野球倶楽部
九州総合スポーツカレッジ　2－1　BAN BASEBALL CLUB
- 順位決定戦

BAN BASEBALL CLUB　13－0　大分ソーリンズ野球倶楽部
- 決勝

新日鐵住金大分　7－0　九州総合スポーツカレッジ
新日鐵住金大分、九州総合スポーツカレッジが大分県・熊本県1次予選に進出

### 熊本県1次予選
- 1回戦（代表決定戦）

鮮ど市場ゴールデンラークス　（不戦勝）　八代レッドスター
Honda熊本　10－0　九州工科自動車専門学校
- 順位決定戦

九州工科自動車専門学校　（不戦勝）　八代レッドスター
- 決勝

鮮ど市場ゴールデンラークス　5－0　Honda熊本
鮮ど市場ゴールデンラークス、Honda熊本が大分県・熊本県1次予選に進出

### 大分県・熊本県1次予選
- 代表決定戦

鮮ど市場ゴールデンラークス　7－0　九州総合スポーツカレッジ
新日鐵住金大分　6－5　Honda熊本
- 敗者復活代表決定戦

Honda熊本　5－0　九州総合スポーツカレッジ
鮮ど市場ゴールデンラークス、新日鐵住金大分、Honda熊本が九州2次予選に進出

### 宮崎県1次予選
- 代表決定リーグ

第1戦　宮崎梅田学園　11－1　宮崎ゴールデンゴールズ
第2戦　宮崎福祉医療カレッジ　7－0　宮崎ゴールデンゴールズ
第3戦　宮崎梅田学園　11－1　宮崎福祉医療カレッジ
（1位：宮崎梅田学園（2勝）、2位：宮崎福祉医療カレッジ（1勝1敗）、3位：宮崎ゴールデンゴールズ（2敗））
宮崎梅田学園が九州2次予選に進出、宮崎福祉医療カレッジ、宮崎ゴールデンゴールズは宮崎県・鹿児島県1次予選に進出

### 宮崎県・鹿児島県1次予選
- 代表決定リーグ

第1戦　宮崎福祉医療カレッジ　10－0　宮崎ゴールデンゴールズ
第2戦　鹿児島ドリームウェーブ　10－0　宮崎ゴールデンゴールズ
第3戦　鹿児島ドリームウェーブ　11－0　宮崎福祉医療カレッジ
（1位：鹿児島ドリームウェーブ（2勝）、2位：宮崎福祉医療カレッジ（1勝1敗）、3位：宮崎ゴールデンゴールズ（2敗））
鹿児島ドリームウェーブが九州2次予選に進出

### 沖縄県1次予選
- 1回戦

沖縄電力　6－2　エナジック
ビッグ開発ベースボールクラブ　6－2　てるクリニック
- 敗者復活1回戦

エナジック　10－0　てるクリニック
- 代表決定戦

沖縄電力　5－3　ビッグ開発ベースボールクラブ
- 敗者復活代表決定戦

ビッグ開発ベースボールクラブ　1－0　エナジック
沖縄電力、ビッグ開発ベースボールクラブが九州2次予選に進出

### 九州2次予選
- 第1代表トーナメント1回戦

宮崎梅田学園　11－4　ビッグ開発ベースボールクラブ
Honda熊本　8－3　新日鐵住金大分
鹿児島ドリームウェーブ　4－2　苅田ビクトリーズベースボールクラブ
沖縄電力　2－1　九州三菱自動車
- 第1代表トーナメント2回戦

JR九州　4－0　宮崎梅田学園
Honda熊本　7－1　鮮ど市場ゴールデンラークス
鹿児島ドリームウェーブ　12－3　西部ガス
三菱重工長崎　2－1　沖縄電力
- 第2代表トーナメント1回戦

西部ガス　8－3　ビッグ開発ベースボールクラブ
沖縄電力　6－4　新日鐵住金大分
苅田ビクトリーズベースボールクラブ　7－6　宮崎梅田学園
鮮ど市場ゴールデンラークス　1－0　九州三菱自動車
- 第2代表トーナメント2回戦

西部ガス　5－4　沖縄電力
鮮ど市場ゴールデンラークス　5－4　苅田ビクトリーズベースボールクラブ
- 第1代表トーナメント3回戦

Honda熊本　7－1　JR九州
三菱重工長崎　10－0　鹿児島ドリームウェーブ
- 第2代表トーナメント3回戦

JR九州　5－3　西部ガス
鹿児島ドリームウェーブ　8－7　鮮ど市場ゴールデンラークス
- 第3代表トーナメント1回戦

西部ガス　6－3　鮮ど市場ゴールデンラークス
- 第2代表トーナメント4回戦

JR九州　8－3　鹿児島ドリームウェーブ
- 第3代表トーナメント2回戦

西部ガス　5－4　鹿児島ドリームウェーブ
- 第1代表決定戦

Honda熊本　6－2　三菱重工長崎
- 第2代表決定戦

JR九州　5－1　三菱重工長崎
- 第3代表決定戦

西部ガス　6－2　三菱重工長崎
Honda熊本、JR九州、西部ガスが本戦出場